# Jan Lindblad
Jan Victor Armas Lindblad, född 19 juli 1932 i Örebro, död 5 april 1987 i Colombo i Sri Lanka, var en svensk naturfilmare, visselkonstnär, fågelimitatör och jonglör. Han blev känd för sina naturfilmer från bland annat Sydamerika och Asien. Han var vid sin död skriven i Stockholm men var i Sri Lanka för spela in en naturfilm.

## Biografi
Jan Lindblad var son till sångpedagogen Frey Lindblad. 
I början av 1950-talet debuterade Lindblad i folkparkerna som jonglör och visselkonstnär. År 1951 ställde en nittonårig Jan Lindblad upp i Aftonbladets talangtävling Vi som vill opp med melodin "I en klosterträdgård" och jonglering. Två år senare var han premiärartist på den allra första svenskproducerade singelskivan – "Liebestraum"/"Song of Paradise". Visseltalangen gjorde honom till en av 1970-talets mest säljande skivartister i Sverige. Hans kanske största hit var "Shenandoah".
Fram till 1956 ägnade sig Lindblad också åt att producera naturfilmer med motiv från den svenska naturen, dock utan att visa sina filmer offentligt. Dessa filmer försågs med Lindblads egna speakertexter och musik, som han själv valde.
När han producerat tre filmer av god konstnärlig kvalitet blev han inbjuden av Katrineholms-Kuriren och dess lokalredaktör i Flen, Alex Svensson, att visa filmerna på en biograf i Flen. Publiktillströmningen överträffade alla förväntningar, vilket resulterade i ett flertal visningar i Flen. Därefter blev Lindblad inbjuden av respektive orts ledande tidningar att visa sina filmer i Katrineholm, Norrköping och Linköping. En berättelse om Lindblads urpremiär som filmare finns i hans bok Den vita tapiren.
Fram till 1970-talet var Lindblad främst känd för sina naturfilmer. År 1964 hade filmen Ett vildmarksrike premiär i Sverige. För TV kom han sedan att göra många filmer, bland annat flera serier från Sydamerika och Indien. Han blev också berömd för sin kamp mot att hålla djur i burfångenskap och för sitt tigerprojekt där han lät två tigerungar, Lillan och Rani, växa upp i svensk natur. Han har även skänkt järvar och tapirer till Kolmårdens djurpark.
År 1981 sände SVT kortfilmen Stjärnornas dotter, där Lindblad imiterar fåglar i bakgrunden. Året efter medverkade han som lindansare på Francois Bronetts julcirkus i Scandinavium, Göteborg.
Lindblad hade diabetes typ 1 i ett långt gånget stadium, vilket var en bakomliggande orsak till hans död. Han befann sig i Sri Lanka för att spela in en naturfilm, och segnade ned, när han besökte ett zoo i Colombo i Sri Lanka. Han togs till sjukhus men avled efter några dagar.

## Utmärkelser, eftermäle och i kulturen

### Priser och utmärkelser
- 1970 - Stora Journalistpriset[8]
- 19?? - Färg-TV-priset
- 1976 - Kungliga Vetenskapsakademiens Författarpris
- 1985 - Lidmanpriset

1998 blev Lindblads tigrar Lillan och Rani motiv för två frimärken (Föreningsbrev). Året efter gavs Den sjungande fågelboken ut på cd-rom.

## Verk

### Film och tv
- 1964 – Ett vildmarksrike
- 1964 – Dansen kring Guldbaggen (roll)
- 1966 – Jan Lindblads fantastiska värld
- 1970 – Guyana – vattnens värld[8]
- 1973 – De röda fåglarnas öar
- 1980 – Djungelbokens värld (serie)[8]

### Diskografi

#### Album
- 1977 – Nära naturen
- 1979 – Djungelbokens värld
- 1983 – Fri som fågeln
- 1986 – Runt hela världen
- 1997 – Jag kan höra dig vissla

#### Singlar/Stenkakor
- 1953 – "Liebestraum"/"Song of Paradise" (kom ut som både stenkaka och singel)[9]
- 1956 - "Flyg fågel flyg"/"När taltrasten sjunger" med Gretli Egger, Rosi Egger, Ruedi Egger och Karl Grönstedts orkester. (Jan Lindblad agerar taltrast i "När taltrasten sjunger") 78-varvare
- 1977 – "Shenandoah"/"Danzante del destino" visselmelodi från TV:s Filipin
- 1978 – "Våren"/"I en klosterträdgård"
- 1981 – "Annie Laurie's Song"/"Natt i Sri Lanka"

#### Samlingsalbum
- 1984 – Born Free
- 1992 – I en klosterträdgård
- 2005 – Jan Lindblads bästa (Shenandoah)

#### Kassetter
- 1977 - Nära naturen
- 1979 – Djungelbokens värld
- 1982 - Jan Lindblad guidar dig genom safariparken Kolmården tillsammans med Sven Gillsäter och Harriet Forssell (Reklamkassett för Kolmårdens djurpark)
- 1982 - Bokens dag 1982 (utdelning av Svenska dagbladets litteraturpris 1982 och framträdanden av olika författare på Södra teatern i Stockholm hösten samma år)
- 1983 – Fri som fågeln

#### Snurrskivan
Dessutom utkom en mängd så kallade Snurr Skivan-utgåvor. Detta skivmärke gav ut barnskivor från 1950-60-talet (till exempel Gullan Bornemarks visor). Jan Lindblads skivor på Snurr-etiketten kallades Den sjungande fågelboken. Det kom ut 13 singlar i den serien:
- "När tjäder och orre spelar" (Snurr: EP 301)
- "Trandans och trastsång" (Snurr: EP 302)
- "När göken gal" (Snurr: EP 303)
- "Näktergal och kungsfiskare" (Snurr: EP 304)
- "I rördrommens vass" (Snurr: EP 305)
- "Hos hämpling och törnsångare" (Snurr: EP 306)
- "När sångsvanen sjunger" (Snurr: EP 307)
- "Hos rödhake och grönsiska" (Snurr: EP 308)
- "Fåglar i sommarnatten" (Snurr: EP 309)
- "Från uvberg och ugglemarker" (Snurr: EP 310)
- "Rovfåglar" (Snurr: EP 311)
- "Hos lommar och spettar" (Snurr: EP 312)
- "När staren kommer" (Snurr: EP 313)

### Böcker
- 1966 – Resa till röda fåglar[8] (även version för funktionshindrade personer)
- 1967 – Jan Lindblad i ugglemarker
- 1968 – Resa till röda fåglar
- 1969 – Mitt gröna paradis[8]
- 1972 – Den vita tapiren och andra tama djur
- 1975 – Guayana: ett tropiskt vildmarksrike  (även version för funktionshindrade personer)
- 1977 – Stenålder och vita indianer (även version för funktionshindrade personer)
- 1979 – Djungelbokens värld (även version för funktionshindrade personer)
- 1982 – Tigrarna: vårt största äventyr[8]
- 1984 – Mina tropiska världar (även version för funktionshindrade personer)
- 1987 – Människan: du, jag och den ursprungliga
- 1989 – Resa till röda fåglar

### TV och radio
- 1963 – Fåglar i Sverige (radiokomposition)
- 1966 – Med Jan Lindblad i Sydamerika
- 1970 – Med Jan Lindblad i Guayana
- 1973 – De röda fåglarnas öar
- 1983 – Våra tigrar

### VHS-filmer
Denna lista förklarar inte vilket år filmerna filmades utan den förklarar vilket år VHS-bandet kom ut till försäljning.
- 1998 – Våra tigrar vol 1
- 1998 – Våra tigrar vol 2
- 1998 – Våra tigrar vol 3
- 1998 – Våra tigrar vol 4
- 1998 – Indisk sommar: kap. 3
- 1998 – Än lever enhörningen
- 1998 – Fåglar i evigt mörker
- 1998 – Där floderna föds/I urskogens tak
- 1998 – Hoatzins värld/När regnet kommer (innehåller den omtalade Anacondabrottningen som nästan tog livet av Jan Lindblad)
- 1998 – I Trinidads regnskogar/Djungelnatt
- 1998 – Där floderna möts/Guldtupparnas berg
- 1998 – Jan Lindblad i lomarker
- 1998 – Jan Lindblad i lejonskogen

De flesta av rättigheterna till Jan Lindblads tv-serier och filmer ägs av Stiftelsen Jan Lindblad